# Llengua crow
El crow (endònim: apsáalooke ə̀ˈpsáːɾòːɡè) és una de les llengües sioux occidentals del grup de la vall del riu Missouri parlat principalment per la nació crow a l'actual sud-est de Montana. És una de les llengües ameríndies dels Estats Units més parlades, encara que en descens, ja que el seu nombre ha anat baixant dels 4.280 parlants segons el cens dels EUA de 1990 als 4.113 en el cens del 2000 i als 3.705 segons el cens de 2010.

## Dialectes
El crow és molt proper a la llengua hidatsa parlada pels hidatses de Dakota del Nord; les dues llengües són les úniques representants del grup de la vall del Missouri de la família de les llengües siouan. Tot i les seves similituds, crow i hidatsa no són del tot mútuament intel·ligibles.

## Sociolingüística
Segons Ethnologue amb xifres de 1998, el 77% dels crows de més de 66 anys parlava l'idioma; "alguns" pares i els adults ancians, "alguns" estudiants de l'escola secundària i "nens fora de l'edat escolar" parlen crow. El 80% de la nació crow prefereix parlar en anglès. La llengua fou definida com a "definitivament amenaçada" per la UNESCO en 2012.
Tanmateix, R. Graczyk argument a la seva A Grammar of Crow (2007) que "[a] diferència de molts altres idiomes nadius d'Amèrica del Nord en general, i de la plana del nord, en particular, l'idioma crow encara exhibeix considerable vitalitat: hi ha parlants fluids de totes les edats, i almenys alguns nens encara estan adquirint el crow com el seu primer idioma". Molts dels més joves que no parlen crow són capaços d'entendre'l. Gairebé tots els que parlen crow també són bilingües en anglès. Graczyk cita la comunitat de la reserva com la raó del nivell tan alt dels parlants bilingües crow-anglès i l'ús continuat i la prevalença de la llengua crow. El contacte diari amb els no amerindis a la reserva des de fa més de cent anys ha portat un ús elevat de l'anglès. La cultura tradicional dins la comunitat, però, ha conservat el llenguatge a través de les cerimònies religioses i el sistema de clans tradicionals.
Actualment, la majoria dels parlants de crow tenen 30 anys o més, però uns pocs parlants més joves estan aprenent la llengua. Hi ha un augment dels esforços perquè els nens aprenguin crow com a llengua materna i molts ho fan a la reserva índia Crow de Montana. El desenvolupament de la llengua inclou un diccionari de llengua crow i porcions de la Bíblia publicats els anys 1980 i 2007. L'actual taxa d'alfabetització és del voltant de l'1-5% pels primers parlants de llengua i 75-100% per a aprenents de segona llengua.

## Classificació
El crow és molt proper a la llengua hidatsa parlada pels hidatses de Dakota del Nord; les dues llengües són els únics representants del grup de la vall del Missouri de la família de les llengües siouan. L'avantpassat del crow-hidatsa podria haver constituït l'escissió inicial del Proto-sioux. Crow i hidatsa no són del tot mútuament intel·ligibles, tot i que les dues llengües comparteixen molts trets fonològics, cognats i tenen morfologies i sintaxi similars. La divisió entre crow i hidatsa pot haver esdevingut fa entre 300 i 800 anys.

## Fonologia

### Vocals
Hi ha cinc vocals diferents en crow, que es produeixen ja siguin llargues o curtes, amb l'excepció de les vocals mitjanes.
|                | Curta     | Curta | Llarga | Llarga |
| Frontal        | Posterior | Front | Back   |        |
| -------------- | --------- | ----- | ------ | ------ |
| Alta (tancada) | i         | u     | iː     | uː     |
| Mitjana        |           |       | eː     | oː     |
| Baixa (oberta) | a         | a     | aː     | aː     |
| Diftong        |           |       | ia     | ua     |

També hi ha un diftong marginal ea [ea] que només es dona en dues veus nadiues crows: déaxa 'clar' i béaxa 'intermitent'.

### Consonants
El crow té un inventari consonàntic molt escàs, igual que molts altres idiomes de la Grans Planes.
|           | Labial | Alveolar | Palatal | Velar | Glotal |
| --------- | ------ | -------- | ------- | ----- | ------ |
| Oclusiva  | p      | t        | ʧ (ch)  | k     | (ʔ)    |
| Fricativa |        | s        | ʃ (sh)  | x     | h      |
| Sonorant  | m~b~w  | n~d~l    |         |       |        |